# Chapelle Gondi

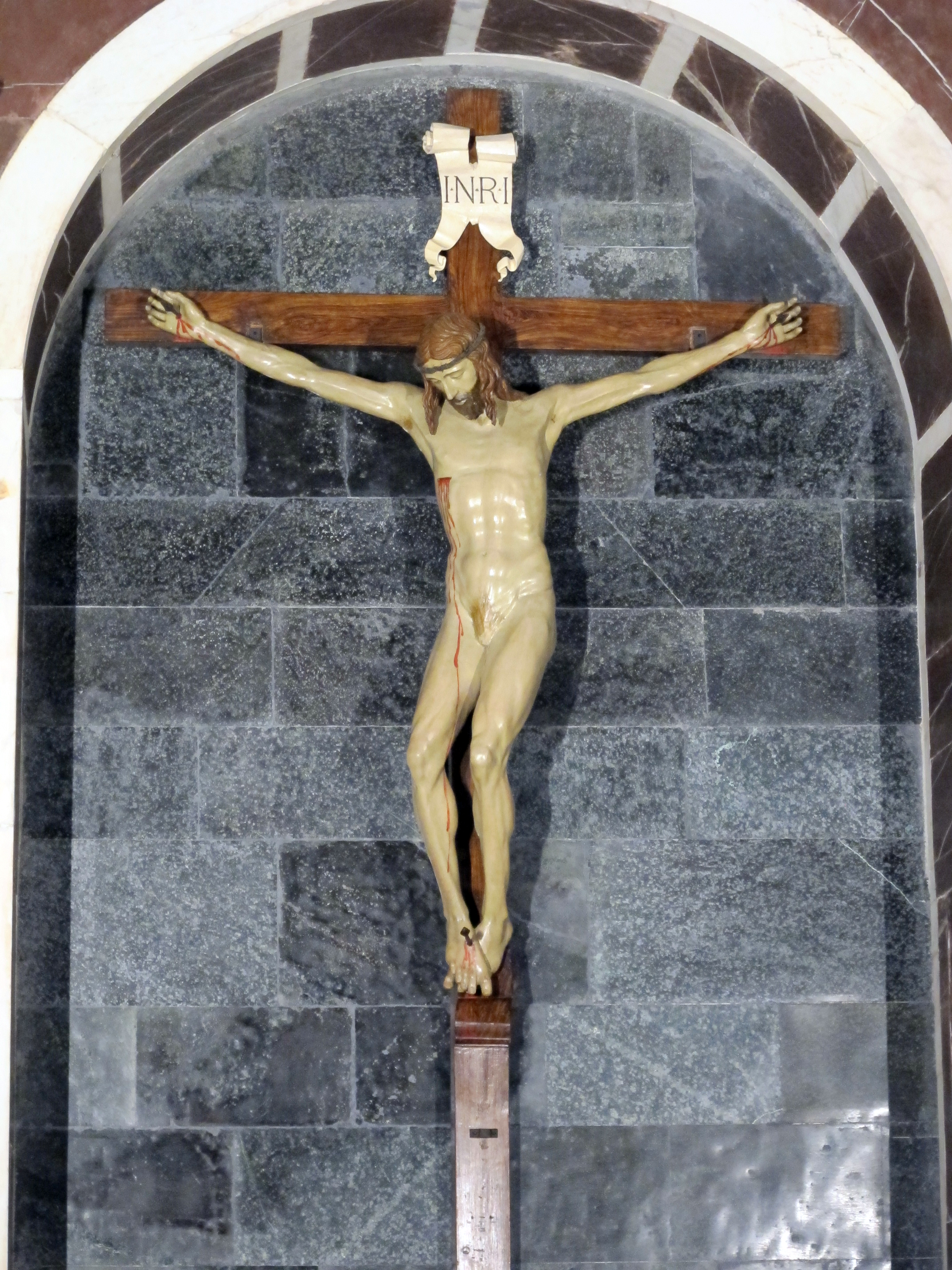
Crucifix de Santa Maria Novella (Brunelleschi).

La chapelle Gondi est la première chapelle à gauche de la basilique Santa Maria Novella de Florence, en Italie. La chapelle est célèbre pour abriter le Crucifix de Filippo Brunelleschi, l'une des très rares œuvres sculpturales de l'architecte de la coupole de Santa Maria del Fiore, la seule en bois polychrome.

## Histoire et description
Dans cette chapelle, en 1279, le jour de la saint Luc, la cérémonie de la « Pose de la première pierre » de la basilique Santa Maria Novella est célébrée par le cardinal dominicain Latino Malabranca Orsini, arrivé à Florence pour arbitrer les différends entre guelfes et gibelins. Depuis ce jour, la chapelle est dédiée à saint Luc. Les fresques très gâtées de la voûte, représentant les quatre évangélistes et datant des années 1470, sont les vestiges de cette période. Les auteurs en sont ces maîtres byzantins à la manière grecque dont parle Giorgio Vasari, avant les révolutions de Cimabue et de Giotto di Bondone.
En 1503, trois frères de la famille de Gondi, devenus propriétaires du patronage de la chapelle, chargent Giuliano da Sangallo de la rénover. Le revêtement est en marbre porphyre blanc, noir et rouge, avec des décors géométriques sculptés et des hauts-reliefs. Cependant, le projet n'est réalisé que pour le mur du fond.
En 1572, les frères dominicains, agacés par la seule décoration partielle de la chapelle, offrent le célèbre Crucifix en bois de Filippo Brunelleschi à la famille des Gondi comme incitation à compléter la décoration de la chapelle. Les deux murs latéraux sont ensuite recouverts entre la fin du XVIe siècle et le début du siècle suivant sur un projet antérieur de Benedetto da Rovezzano. Ceux-ci sont stylistiquement différents du mur du fond de Giuliano da Sangallo, mais ils ne trahissent pas l'unité de composition et l'uniformité de couleur de l'ensemble.
Le Crucifix de Filippo Brunelleschi est la seule œuvre en bois du grand sculpteur et architecte florentin. Il date de 1410-1415. Il semble qu'il n'ait pas été fait pour la chapelle. Giorgio Vasari se concentre sur une anecdote selon laquelle il aurait été réalisé en réponse au Crucifix de Donatello qui se trouve aujourd'hui dans la basilique Santa Croce de Florence, défini par Brunelleschi comme trop « paysan » de par son naturalisme exaspéré. On ignore si cette anecdote de Vasari est fiable ou non, mais Brunelleschi n'a certainement pas fait son crucifix pour une commande spécifique. Il reste dans sa maison ou sa boutique jusqu'à un an avant sa mort, lorsqu'il décide d'en faire don aux frères dominicains de Santa Maria Novella qui le placent sur le pilier entre la chapelle de Filippo Strozzi et la chapelle Bardi (où les clous permettant son accrochage  sont encore visibles aujourd'hui), puis le déplacent en 1572 à la chapelle Gondi.
Les anges des niches latérales, en pierre peinte, sont plus récents. Le vitrail est également récent et date du XIXe siècle.